# Saudi Binladin Group
Pour les articles homonymes, voir SBG.
Le Saudi Binladin Group (ou Benladin Group, ou Groupe Binladen), abrégé en SBG est l'un des groupes de construction du royaume d'Arabie saoudite, dont le siège est à Djeddah.
Il a participé à la construction de 25 aéroports aussi bien au Moyen-Orient que dans le reste du monde.

## Histoire

### Extension et rénovation des lieux saints de l'Islam
En 1926, le royaume fut fondé par le roi Abdelaziz al Saoud. En 1931, Mohammed bin Awad bin Laden (1908 – 3 septembre 1967), le père d’Oussama ben Laden, établit sa société de construction. En 1950, la société fut désignée pour l'extension de la Mosquée à Médine. Le successeur du roi, Saoud ben Abdelaziz étant satisfait, Saudi Binladen Group entreprit alors l'extension de la Sainte Mosquée de la Kaaba à La Mecque en 1955. Les travaux furent terminés 20 ans après, sous le règne de Khaled ben Abdelaziz. En 1964 Mohammed Ben Laden fut désigné pour refaire le revêtement du Dôme du Rocher de Jérusalem. SBG est donc intervenu sur les trois lieux saints de l'islam.
Par la suite le groupe a construit la plupart des autoroutes du pays et participe ou a participé à des projets majeurs comme la construction des résidences et du centre commercial de KAUST à Thuwal (en), Princess Nourah University à Riyad, différents projets à La Mecque, la ligne à grande vitesse Haramain[réf. nécessaire].

### Années 2010
Parmi les projets phares du groupe de BTP, l'extension de la mosquée Masjid al-Haram de La Mecque compte parmi les plus prestigieux. L'objet des travaux porte sur un agrandissement de 400 000 m2 de la mosquée, pour lui permettre d'accueillir jusqu'à 2,2 millions de fidèles. Les constructions de la tour de l'Horloge à la Mecque, achevée en 2012, et celle de la Kingdom Tower à Jeddah, prévue pour 2018, lui sont également revenues.
Le 11 septembre 2015, la chute d'une grue de chantier sur la mosquée Masjid al-Haram de La Mecque fait 107 morts parmi les fidèles. Cet accident entraîne pour le groupe Binladen une interdiction de soumissionner aux marchés publics en Arabie saoudite, selon une demande expresse du roi saoudien Salmane ben Abdelaziz Al Saoud après qu'une commission d'enquête a conclu que la grue était tombée du fait de la méconnaissance des recommandations du fabricant par l'entreprise, qui poursuivait son travail malgré de très mauvaises conditions météorologiques ; les dirigeants et membres du conseil d'administration de SBG ont également l'interdiction de quitter le territoire saoudien. Les spécialistes du secteur du BTP indiquent qu'une telle décision est un choc, « comme si l’Amérique démantelait General Motors » ; mais à ce jour, on ne sait dire l'étendue des sanctions contre SBG, ni la durée de sa mise à l'écart de la commande publique saoudienne.
Le groupe licencie 77 000 travailleurs en mai 2016, dont certains n'avaient plus été payés depuis des mois.

## Diversification
En 1975, SBG a créé BTC Baud Telecom Company, une entreprise de télécommunications plus connue sous le nom de « BTC networks » et est présente aujourd'hui[Quand ?] dans tout le Moyen-Orient.